# Los Marcelo
Los Marcelo är en ort i Mexiko.   Den ligger i kommunen San Pedro Jicayán och delstaten Oaxaca, i den sydöstra delen av landet, 400 km söder om huvudstaden Mexico City. Los Marcelo ligger 404 meter över havet och antalet invånare är 197.
Terrängen runt Los Marcelo är huvudsakligen kuperad, men västerut är den platt. Runt Los Marcelo är det ganska tätbefolkat, med 83 invånare per kvadratkilometer. Närmaste större samhälle är Santiago Pinotepa Nacional, 12,6 km söder om Los Marcelo. Omgivningarna runt Los Marcelo är en mosaik av jordbruksmark och naturlig växtlighet.